# Serra de Santa Magdalena (Moià)

La Serra de Santa Magdalena, respecte del terme de Castellcir

La Serra de Santa Magdalena és una serra que es troba en el límit dels termes municipals de Castellcir i Moià, a la comarca del Moianès.
Està situada a l'extrem nord-oest del l'enclavament de Marfà, del terme municipal de Castellcir, i a l'extrem sud-oest del terme de Moià. En el seu extrem sud-occidental hi ha la masia de Serramitja i la capella de Santa Magdalena de Serramitja, que dona nom a la serra. L'extrem nord-est és a prop i al sud-est de la masia del Casalot de Casagemes.
A la seva part central es troba el Dolmen de Santa Magdalena. D'altra banda, el seu extrem nord-est, ja totalment en terme de Moià, rep el nom de Serrat de la Gana, que enllaça amb el Serrat de la Por.